# Reino Sundberg
Reino Sigfrid Sundberg, född 27 februari 1957, är en svensk före detta ishockeytränare och professionell ishockeymålvakt.

## Meriter (i urval)
- 1973 — Guld i TV-pucken med Stockholm
- 1979 — SM-silver med Djurgårdens IF
- 1981 — VM-silver med Sverige